# Puccinia miscanthi
Puccinia miscanthi är en svampart som beskrevs av Miura 1928. Puccinia miscanthi ingår i släktet Puccinia och familjen Pucciniaceae.   Inga underarter finns listade i Catalogue of Life.